# Walther Nernst
Walther Hermann Nernst (Wąbrzeźno, Prússia, 25 de junho de 1864 — Lusácia, 18 de novembro de 1941) foi um físico-químico alemão.

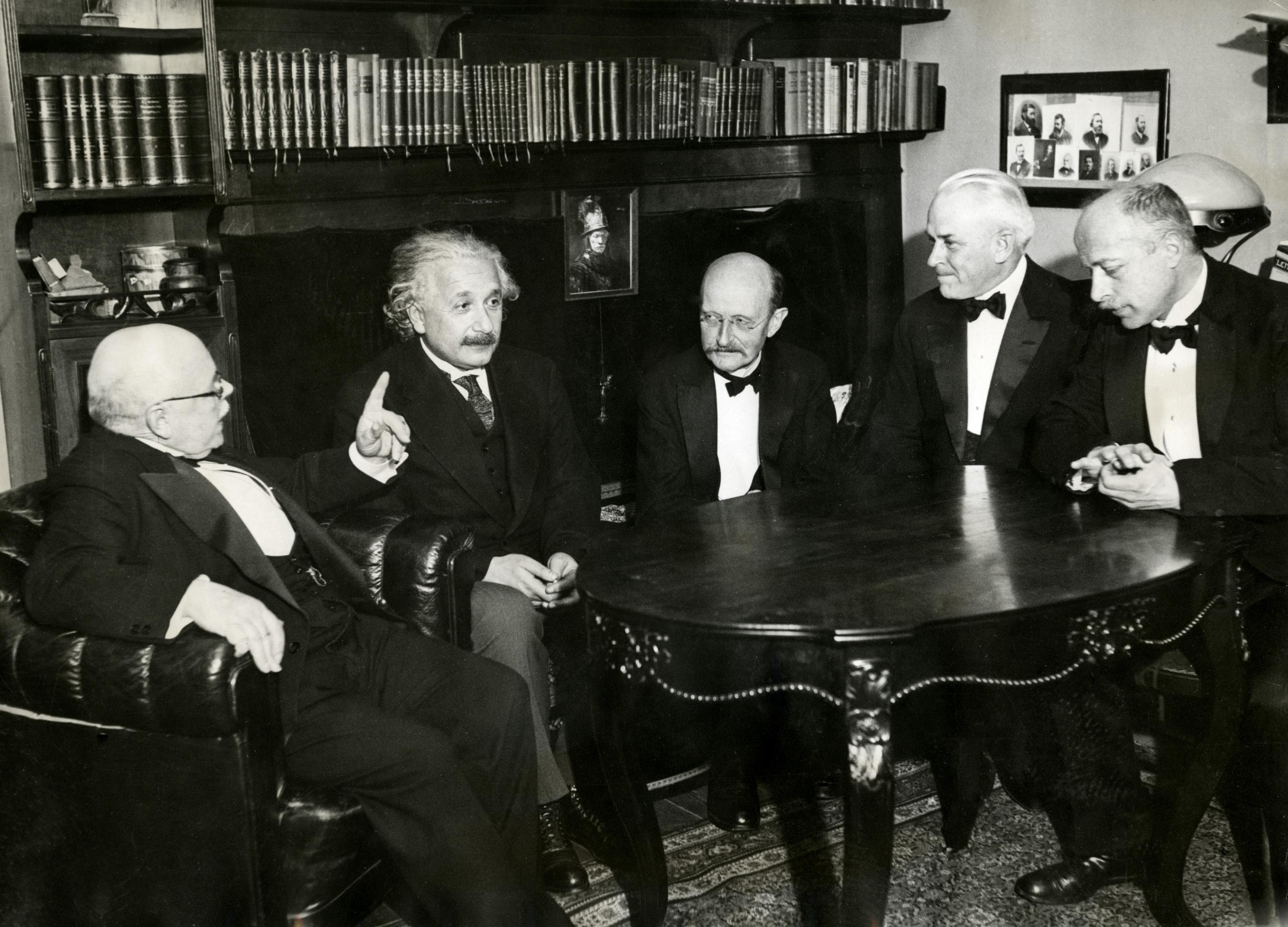
Nernst, Albert Einstein, Max Planck, Robert Andrews Millikan e Max von Laue (1931)

Seus trabalhos ajudaram a estabelecer a moderna físico-química. Trabalhou nos campos da eletroquímica, termodinâmica, química do estado sólido e fotoquímica. As suas descobertas incluem a equação de Nernst.
Estudou nas Universidades de Zurique, Berlim, Graz e Wurzburgo. Após trabalhar algum tempo em Leipzig foi professor de física na Universidade de Göttingen a partir de 1891, onde fundou em 1895 o Instituto de Química, Física e Eletroquímica. Em 1905 transferiu-se para a Universidade de Berlim como professor e diretor do Instituto de Química Física. Em 1922 foi nomeado presidente do Instituto Fisicotécnico de Berlim-Charlottenburg, cargo que deixou em 1933. A partir de então se dedicou ao estudo da acústica e astrofísica.
Desenvolveu o chamado "teorema do calor", segundo o qual a entropia de uma matéria tende a anular-se quando sua temperatura se aproxima do zero absoluto, constituindo a terceira lei da termodinâmica. Por este trabalho, foi condecorado com o Nobel de Química de 1920.
Desenvolveu também uma teoria osmótica para explicar e determinar o potencial dos eletrodos de uma pilha de concentração, e formulou a lei da distribuição de uma matéria entre duas fases. Inventou a chamada “lâmpada de Nernst” cujo filamento (constituído por óxidos de zircônio e ítrio) se torna condutor quando aquecido, podendo alcançar temperaturas 1000 °C acima do filamento de outras lâmpadas, mais eficaz que as antigas lâmpadas de arco de carvão, e usado como fonte de raios infravermelhos. Inventou uma microbalança assim como um piano elétrico, no qual utilizou amplificadores de rádio.
Participou da 1ª e 2ª Conferência de Solvay. Foi membro efetivo da Academia de Ciências da Prússia, eleito em 1905.

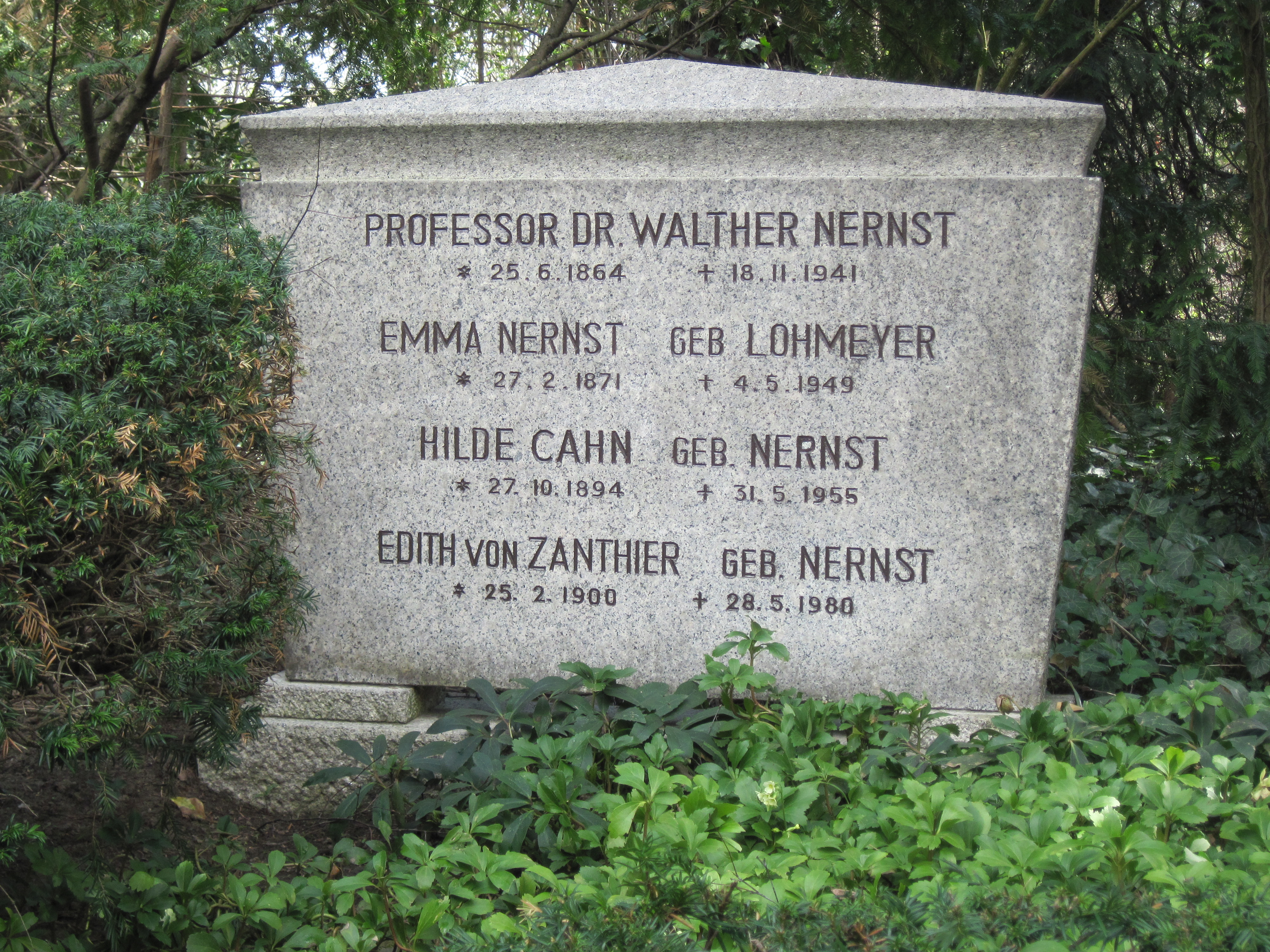
Sepultura de Nernst em Göttingen

Está sepultado no Stadtfriedhof de Göttingen.